# 尖叶木蓝
尖叶木蓝（学名：Indigofera zollingeriana），又名紅頭馬棘、蘭嶼木蘭、蘭嶼胡豆。为豆科木蓝属下的一个种。常見之於海濱及曠野之草生地。分布於馬來西亞、菲律賓至華南地區，在台灣主要分布在恒春半島及蘭嶼。

## 扩展阅读
維基物種上的相關：尖叶木蓝